# Legatus legionis
A legatus legionis a Római Birodalomban a principatus idején egy legio senatori rendű parancsnoka volt.

## Eredete
A tisztség a köztársaságkori legatus tisztségből fejlődött ki. A senatus legatusokat küldhetett ki a hadszíntérre a főparancsnok imperator mellé bizonyos speciális feladatok ellátására, például a békefeltételek kialakítására, egy új provincia megszervezésére. Ezek mindig senatori rendűek, tapasztalt emberek, gyakran volt hadvezérek voltak. Először Pompeiust, majd Caesart is felhatalmazták, hogy maguk nevezzenek ki legatusokat. Pompeius részben, Caesar kizárólag légióparancsnokként alkalmazta őket. A gyakorlatot a Caesar halála utáni polgárháborúban mindkét fél folytatta.

## Helye a hivatali előmenetelben
A tisztséget az előzményekre támaszkodva Augustus hozta létre, mint a senatorok cursus honorumának részét. Előtte a praetor tisztségét kellett betöltenie a jelöltnek, tehát nemcsak senatori, hanem praetori rangú tisztség is volt. A szolgálati idő letöltése után egy egylégiós provincia helytartója lehetett: legatus Augusti pro praetore egy császári vagy propraetor egy szenátusi provinciában.

## Feladatának megfelelő más hivatalok
Olyan esetekben, amikor nem senatori rendű személyt kellett kinevezni légióparancsnoknak, akkor a tisztség neve sem volt legatus legionis. Ilyen eset volt a nem senatori, hanem lovagrendű helytartó alá kinevezett légióparancsnok. Augustus idejétől a praefectus Aegypti, az egyiptomi helytartó alatt szolgáló praefectus legionis. Septimius Severus idejétől ilyen típusú provincia volt Mesopotamia is, amelynek élén a praefectus Mesopotamiae állt. Ugyancsak Septimius Severus kezdte alkalmazni, majd Gallienustól lényegében kizárólagossá vált, hogy a legatus legionis helyett mindenhol lovagrendi praefectus legionis agens vice legatit alkalmaztak légióparancsnokként.